# جسیکا لاندس
جسیکا لاندس (انگلیسی: Jessica Lowndes؛ زادهٔ ۸ نوامبر ۱۹۸۸) بازیگر و خوانندهٔ اوکراینی ـ آلمانی‌تبارِ اهل کانادا است. وی از سال ۲۰۰۵ میلادی تاکنون مشغول فعالیت بوده‌است.
از فیلم‌ها یا برنامه‌های تلویزیونی‌ای که او در آن نقش داشته‌است، می‌توان به بهشت، بِوِرلی هیلز ۹۰۲۱۰، شاهزاده، لری گی و فرزند خواندگی مرگبار اشاره کرد.